# Tipton County, Tennessee
Tipton County är ett administrativt område i delstaten Tennessee, USA, med 61 081 invånare. Den administrativa huvudorten (county seat) är Covington.

## Geografi
Enligt United States Census Bureau har countyt en total area på 1 230 km². 1 190 km² av den arean är land och 40 km² är vatten. 

### Angränsande countyn
- Lauderdale County - norr
- Haywood County - öst
- Fayette County - sydost
- Shelby County - söder
- Crittenden County, Arkansas - sydväst
- Mississippi County, Arkansas - nordväst

### Städer och samhällen
- Atoka
- Brighton
- Burlison
- Covington (huvudort)
- Garland
- Gilt Edge
- Mason
- Munford